# Iván Poduje
Iván Slavko Poduje Capdeville (Santiago de Chile, 1968) es un arquitecto, político y académico chileno dedicado a las comunicaciones y a la política pública.
Ganó el Premio Benjamín Vicuña Mackenna 2018 en la categoría de urbanismo, esto debido a su activa participación en el debate público. En ese ejercicio, ha escrito tres libros sobre desintegración social y falta de estrategias urbanistas como problemas de estabilidad nacional.
Entre las obras arquitectónicas en las que ha contribuido destacan la implementación de la línea 6 del Metro de Santiago –y la extensión de la Línea 3–, el Parque Fluvial Río Mapocho en Vitacura, el rediseño de la avenida homónima, la remodelación del paseo costero en Avenida La Marina, entre otros.

## Biografía

### Formación académica
Iván Poduje nació en la capital Santiago en 1968. Es hijo de Dinko Poduje, de origen chileno-croata, y de Laura Capdeville.
Estudio en el Colegio Saint Gabriel’s. Posteriormente, en 1985, entró a estudiar en la Escuela de Arquitectura de la Pontificia Universidad Católica de Valparaíso (PUCV) en Viña del Mar. Iniciando los 2000, concluyó su máster en desarrollo urbanístico en la Pontificia Universidad Católica de Chile (PUC), donde también fue profesor hasta 2020. Ha también ejercido docencia en la Universidad Mayor y en la Universidad de Stanford en Estados Unidos.

### Trayectoria profesional
Durante el segundo gobierno de Sebastián Piñera, Poduje asesoró al ministro de vivienda Cristián Monckeberg, del partido Renovación Nacional (RN), con un programa de regeneración de seis barrios históricos, entre ellos el Paseo Bulnes, o los barrios «Las Cenizas» de Valparaíso y el de Isla Guacamayo en Valdivia, los que fueron parte de un plan maestro.
Allí incluso participó en la revitalización de lugares vulnerables como las poblaciones «Parinacota» (Quilicura), «Sara Gajardo» (Cerro Navia), «Las Américas» (Talca), El Castillo (La Pintana) y Bajos de Mena (Puente Alto). A ello, se suma su participación en la gestión de espacios públicos como el «Mirador del Águila» en Lo Barnechea  –un proyecto de integración social–, el barrio ecológico Akun Ruka de Maipú o la articulación de un centro cívico en el barrio Irene Frei de Conchalí.
Años más tarde, en 2022, en una entrevista con Tomás Mosciatti en Radio Bío-Bío, Poduje sostuvo que la estrategia para la recuperación de barrios vulnerables pasa por dotarlos de servicios que brinden una «capilaridad territorial» al entorno, es decir, instalar una sociabilidad regulada por el funcionamiento institucional.

## Carrera política
En 2016 se unió al equipo de campaña de la precandidatura de Ricardo Lagos (PPD), la que terminó siendo desestimada por la coalición Nueva Mayoría en favor de Alejandro Guillier. Años más tarde, en 2021, la entonces también precandidata, Evelyn Matthei (UDI), fichó a Poduje para continuar la regeneración de barrios tomados por el narcotráfico. Sin embargo, Matthei también fue descartada, en este caso en desmedro de Joaquín Lavín.
A partir de 2022, ha sido panelista estable del programa de actualidad política, Sin filtros. En dicho contexto, entre 2022 y 2023, defendió las opciones «Rechazo» y «En Contra» a cambiar la Constitución política vigente (1980).
Fue candidato independiente con el apoyo de Chile Vamos para la alcaldía de Viña del Mar en las elecciones municipales de 2024, la que perdió con un 41,08% frente a la candidata oficialista del Frente Amplio, Macarena Ripamonti (51,6%).

## Obras

### Libros
- Gran Valparaiso: Debates, ideas y propuestas de ciudad (2018). Atisba Ediciones; Participación en Capítulos.[24][25]
- Siete Kabezas: Crónica Urbana del Estallido Social (2020). Editorial Uqbar[3][4][5]
- Chile Tomado (2023). Editorial Uqbar[26]

### Artículos académicos
- "Malles en Santiago. De centros comerciales a centros urbanos" (2009). Revista de Estudios Públicos.[27]

## Historial electoral
| Año  | Tipo        | Territorio   | Pacto       | Partido       | Votos  | %     | Resultado |
| ---- | ----------- | ------------ | ----------- | ------------- | ------ | ----- | --------- |
| 2024 | Municipales | Viña del Mar | Chile Vamos | Independiente | 90.817 | 41.08 | No electo |